# Olympische Sommerspiele 1936/Kunstwettbewerbe
Bei den XI. Olympischen Sommerspielen 1936 in Berlin wurden 15 Kunstwettbewerbe in den Bereichen Baukunst, Literatur, Musik, Malerei und Grafik sowie Bildhauerkunst ausgetragen.

## Baukunst

### Städtebauliche Entwürfe
| Platz | Land | Künstler                  | Werk                                |
| ----- | ---- | ------------------------- | ----------------------------------- |
| 1     | GER  | Werner March Walter March | „Reichssportfeld“                   |
| 2     | USA  | Charles Downing Lay       | „Marine-Park Brooklyn“              |
| 3     | GER  | Theodor Nußbaum           | „Kölner Stadtplan und Sportanlagen“ |

### Architektonische Entwürfe
| Platz | Land | Künstler                              | Werk                  |
| ----- | ---- | ------------------------------------- | --------------------- |
| 1     | AUT  | Hermann Kutschera                     | „Skistadion“          |
| 2     | GER  | Werner March                          | „Reichssportfeld“     |
| 3     | AUT  | Herbert Kastinger Hermann Stiegholzer | „Kampfstätte in Wien“ |

### Lyrische Werke
| Platz | Land | Künstler            | Werk              |
| ----- | ---- | ------------------- | ----------------- |
| 1     | GER  | Felix Dhünen        | „Der Läufer“      |
| 2     | ITA  | Bruno Fattori       | „Profili Azzurri“ |
| 3     | AUT  | Hans Helmut Stoiber | „Der Diskus“      |

### Dramatische Werke
| Platz | Land | Künstler       | Werk |
| ----- | ---- | -------------- | ---- |
| 1     |      | nicht vergeben |      |
| 2     |      | nicht vergeben |      |
| 3     |      | nicht vergeben |      |

### Epische Werke
| Platz | Land | Künstler        | Werk                     |
| ----- | ---- | --------------- | ------------------------ |
| 1     | FIN  | Urho Karhumäki  | „Im freien Wasser“       |
| 2     | GER  | Wilhelm Ehmer   | „Um den Gipfel der Welt“ |
| 3     | POL  | Jan Parandowski | „Olympischer Diskus“     |

## Musik

### Solo- und Chorgesang
| Platz | Land | Künstler       |                              |
| ----- | ---- | -------------- | ---------------------------- |
| 1     | GER  | Paul Höffer    | „Olympischer Schwur“         |
| 2     | GER  | Kurt Thomas    | „Kantate zur Olympiade 1936“ |
| 3     | GER  | Harald Genzmer | „Der Läufer“                 |

### Instrumentalmusik
| Platz | Land | Künstler       | Werk |
| ----- | ---- | -------------- | ---- |
| 1     |      | nicht vergeben |      |
| 2     |      | nicht vergeben |      |
| 3     |      | nicht vergeben |      |

### Orchestermusik
| Platz | Land | Künstler        | Werk                   |
| ----- | ---- | --------------- | ---------------------- |
| 1     | GER  | Werner Egk      | „Olympische Festmusik“ |
| 2     | ITA  | Lino Liviabella | „Der Sieger“           |
| 3     | TCH  | Jaroslav Křička | „Bergsuite“            |

## Malerei und Grafik

### Gemälde
| Platz | Land | Künstler                   | Werk                                    |
| ----- | ---- | -------------------------- | --------------------------------------- |
| 1     |      | nicht vergeben             |                                         |
| 2     | AUT  | Rudolf Hermann Eisenmenger | „Läufer vor dem Ziel“                   |
| 3     | JPN  | Ryūji Fujita               | „Eishockey“ (アイスホッケー, aisuhokkē) |

### Zeichnungen und Aquarelle
| Platz | Land | Künstler       | Werk                                                                 |
| ----- | ---- | -------------- | -------------------------------------------------------------------- |
| 1     |      | nicht vergeben |                                                                      |
| 2     | ITA  | Romano Dazzi   | „Vier Kartons für Fresken“                                           |
| 3     | JPN  | Sujaku Suzuki  | „Klassisches japanisches Pferderennen“ (古典的競馬, kotenteki keiba) |

### Grafik
| Platz | Land | Künstler       | Werk |
| ----- | ---- | -------------- | ---- |
| 1     |      | nicht vergeben |      |
| 2     |      | nicht vergeben |      |
| 3     |      | nicht vergeben |      |

### Gebrauchsgrafik
| Platz | Land | Künstler                     | Werk                         |
| ----- | ---- | ---------------------------- | ---------------------------- |
| 1     | SUI  | Alex Walter Diggelmann       | „Plakat Arosa I“             |
| 2     | GER  | Alfred Hierl                 | „Internationales Avusrennen“ |
| 3     | POL  | Stanisław Ostoja-Chrostowski | „Jachtklub-Diplom“           |

## Bildhauerkunst

### Rundplastiken
| Platz | Land | Künstler      | Werk                                 |
| ----- | ---- | ------------- | ------------------------------------ |
| 1     | ITA  | Farpi Vignoli | „Guidatore di sulky“ („Sulkyfahrer“) |
| 2     | GER  | Arno Breker   | „Zehnkämpfer“                        |
| 3     | SWE  | Stig Blomberg | „Ringende Knaben“                    |

### Reliefs
| Platz | Land | Künstler        | Werk           |
| ----- | ---- | --------------- | -------------- |
| 1     | GER  | Emil Sutor      | „Hürdenläufer“ |
| 2     | POL  | Józef Klukowski | „Fußballspiel“ |
| 3     |      | nicht vergeben  |                |

### Plaketten
| Platz | Land | Künstler         | Werk              |
| ----- | ---- | ---------------- | ----------------- |
| 1     |      | nicht vergeben   |                   |
| 2     | ITA  | Luciano Mercante | „Medaillen“       |
| 3     | BEL  | Josuë Dupon      | „Reiterplaketten“ |